# 児玉さとみ
児玉 さとみ（こだま さとみ）は日本の女性声優。フリー。猫戦車マリィ名義で漫画家としても活動中。青森県出身。
主にアダルトゲームを中心に活動している。かつて長崎みなみと江古田シスターズというユニットを結成し、同人誌も発行していた。また、金田まひるや東風たまことは萌娘。というユニットを結成している。

## 出演
太字はメインキャラクター。

### テレビアニメ
- Wind -a breath of heart-（2004年、紫光院霞）

### 一般向OVA
- Piaキャロットへようこそ!!2DX（1999年、神楽坂潤）
- そよかぜのおくりものビジュアルファンブック（2002年、紫光院霞）
- とらいあんぐるハート 〜Sweet Songs Forever〜（2003年、高町美由希）
- Wind -a breath of heart-（2004年、紫光院霞）

### 18禁OVA
- 痴漢者トーマス 痴漢道 その一（2004年、藤崎蘭）
- ファミレス戦士プリン（2004年、オペレーターA[2]）
- 双子ノ母性本能（2005年、夕子）

### 一般向ゲーム
- Wind -a breath of heart-（2003年、紫光院霞）※DC版、PS2版
- CROSS†CHANNEL シリーズ（2004年 - 2014年、支倉曜子） - 3作品[注釈 1]
- 対魔忍RPG（2018年、朧）

### アダルトゲーム
1996年
- きゃんきゃんバニーエクストラDX（杉田千里）

1997年
- Piaキャロットへようこそ!!2（神楽坂潤）

1998年
- LAST CHILD（志乃、ありす）

1999年
- 転任教師（橘由美）

2000年
- とらいあんぐるハート3 〜Sweet Songs Forever〜（高町美由希）

2001年
- ゆきうさぎ（シルビア・ザ・グレート、夜神魔莉奈）
- ボクのヒミツたいけん（友田順平）
- 傷モノの学園（三井千秋）

2002年
- Wind -a breath of heart-（紫光院霞）
  - そよかぜのおくりもの -Wind Pleasurable Box-（紫光院霞）

- 雪の華（菊藻）
- とらいあんぐるハート1・2・3 DVD EDITION（高町美由希）
- MOON. 〜Final Version〜（鹿沼葉子）
- 股人タクシー3（菅生渚）
- 従姫 -ともひめ-（糟屋めぐみ、増田若菜）
- 戦女神2 〜失われし記憶への鎮魂歌〜（レヴィア・ローグライア）
- 人形の館〜淫夢に抱かれたメイドたち〜（葛城紗英香）
- 傷モノの学園〜case of saint spica〜（三井千秋）

2003年
- うさみみデリバリーズ（羽生紀里亜）
- もっと!ヒミツたいけん（友田順平）
- Orange Pocket（空木朋佳）
- たまきゅう（辻隼人）
- 鏡の中のオルゴール シリーズ
  - 鏡の中のオルゴール ひとつめの物語 THMBELINA（アルトリート）
  - 鏡の中のオルゴール ふたつめの物語 SNOW WHITE（白雪姫の母）
  - 鏡の中のオルゴール みっつめの物語 Hänsel und Gretel（魔女）

- 痴漢者トーマス（藤崎蘭）
- CROSS†CHANNEL シリーズ

（2003年 - 2014年、支倉曜子） - 2作品
- 緋の月（惣一、静音）
- アカルイミライ 〜Wet And Messy 2nd time〜（成羽菫）

2004年
- 少年達の病棟 Full Voice Version（粟津晶）
- Assassin Lesson〜追憶の妖淫少女〜（愛里）
- シンシア〜Sincerely to You〜（フィズ・コロネール）
- P☆ssyCat（クリス）
- 3days 〜満ちてゆく刻の彼方で〜（高梨成美）
- 夕緋ノ向コウ側（光野慎太郎）
- Angel Egg（春日野響）
- クライミライ（成羽菫）
- はるのあしおと（桜乃富美絵）
- 魔将の贄（アルフィア・フラックス）
- 戦乙女ヴァルキリー「あなたに全てを捧げます」（リタ）
- 妹れしぴ e-moterecipe（若槻つばめ）
- 友達以上恋人未満（壬生佳織）
- 死妹人形（ピュセル・レインゼット）
- メイド嗜好〜恥辱の館〜（喜多見香帆）
- 鉄腕がっちゅ!（アケミ）
- ボクの「なつやすみ」ヒミツたいけん（友田順平）
- お願いお星さま（ふくすけ）
- 海道（木之下真希）

2005年
- ぎゃくたま2（野々宮鈴華）
- クライミライ2（成羽菫）
- クライミライ3（成羽菫）
- 終末の過ごし方 -The world is drawing to an W/end- DVD-PG版（大塚留希）
- 対魔忍アサギ シリーズ（2005年 - 2018年、朧 / 朧クローン / 吸血鬼の朧 / 仮面の対魔忍 / 甲河朧） - 9作品
- 人妻戦隊アイサイガー（パンネルド・コーネリアス13世、瘴婦ヴィズネラ）

2006年
- ふたりでひとつの恋心（滝優介）
- ちっちゃいメイドさん（藤村和己）
- MOZU（久島蘭子）

2007年
- 人妻戦隊アイサイガーPOWERED（蟲使いドリエル、パンネルド・コーネリアス13世）
- ミライファンディスク（成羽菫）

2014年
- 対魔忍アサギ 決戦アリーナ（2014年 - 2015年、朧、仮面の対魔忍）

## ラジオ
- 24時間絶対領域

2002年
- アケミとマリカのがっちゅみりみり放送局（4月1日 - 2005年4月1日）

2005年
- 週刊!?がっちゅみりみり放送局（6月 - 10月）

### ラジオドラマ
- SLAVE METALシリーズ（スフィア ブレン）

## CD

### ドラマCD
時期不明
- ドラマCD 巨乳家族（宗氏はるか）

2002年
- 気象精霊記(1)集中豪雨の潰し方（精霊D）

2003年
- ○学○年生 G-typeドラマCD（奥平ひばり）

2004年
- CROSS†CHANNEL 〜To all people〜付属ドラマCD（支倉曜子）

### Radio CD
- アケミとマリカのがっちゅみりみり放送局 the BEST vol.1 - 4 （アケミ）
- 2003年夏がっちゅ!!
- 2003年冬がっちゅ!!

### 音楽CD
- サンダーフォース サウンドトラック『Lost Technology』
- 萌。 ボーカルコレクションVOL.1（「萌娘。」名羲）

## その他
- ラブひなデスクトップアクセサリ（乙姫むつみ）（ISBN 4063450570）
- 紙の江古田シスターズ（ISBN 4916115805）
- ウェブサイト「Game-Style」上の連載コラム「闘将 児玉さん」[8]